# Stagmatoptera nova
Stagmatoptera nova es una especie de mantis de la familia Mantidae.

## Distribución geográfica
Se encuentra en Brasil.